# ارزششو داره (ترانه آفست و دان تالیور)
«ارزششو داره» (به انگلیسی: WORTH IT) ترانه‌ای از رپرهای آمریکایی آفست و دان تالیور می‌باشد که به‌عنوان سومین تک‌آهنگ از دومین آلبوم استودیویی آفست تحت عنوان ست ایت آف از سوی موتاون یک روز قبل از انتشار آلبوم در ۱۲ اکتبر سال ۲۰۲۳ منتشر گردید. این پس از تک‌آهنگ «به اینجات رسیده» تالیور در سال ۲۰۱۹، دومین همکاری میان این دو خواننده می‌باشد که رپر آمریکایی کویوو نیز در آن حضور دارد، ایشان و آفست هردو عضو یک گروهٔ هیپ هاپ سه‌نفرهٔ از هم پاشیده یعنی میگوس بودند.